# Lagoa do Capitão

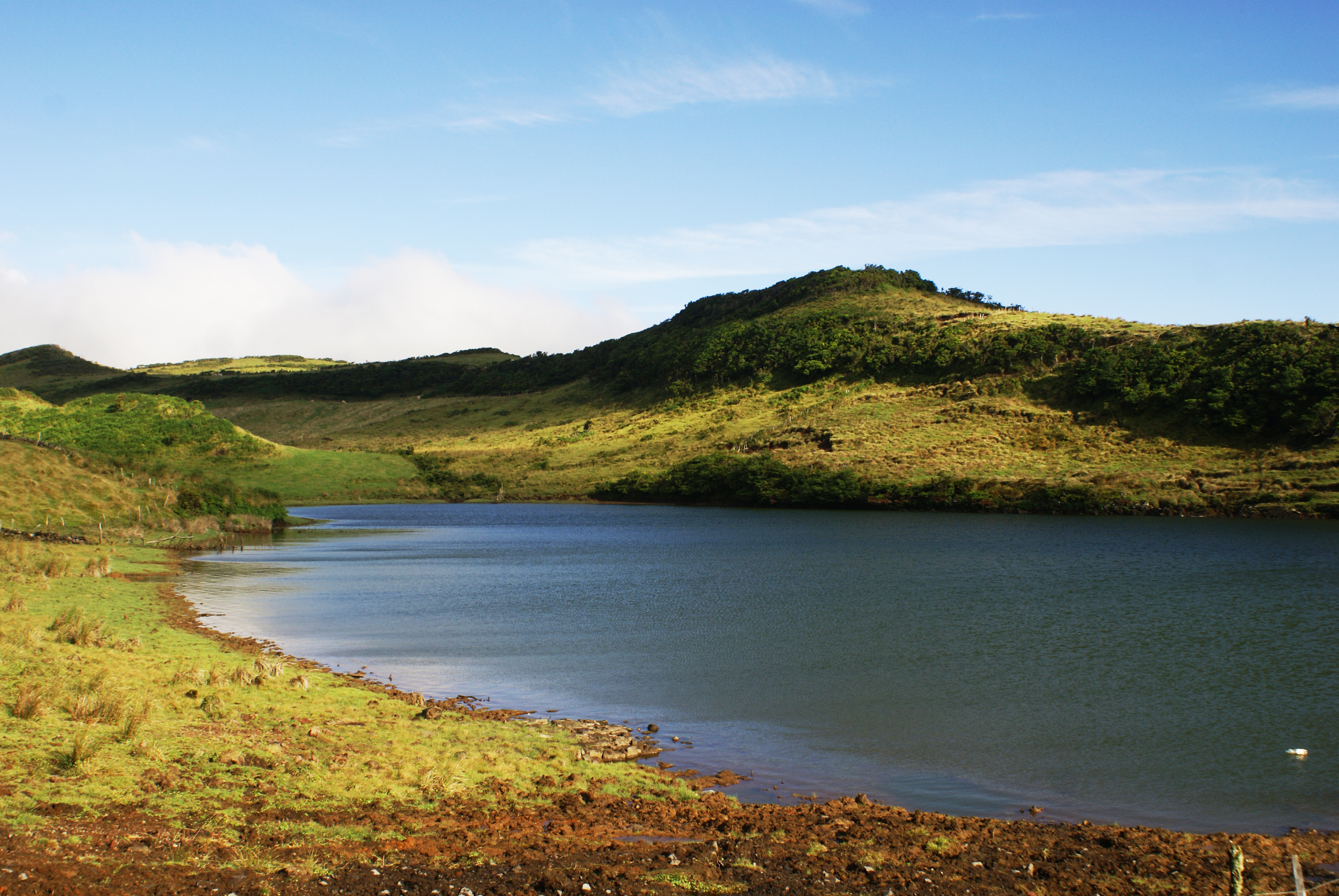
Lagoa do Capitão, vista parcial.

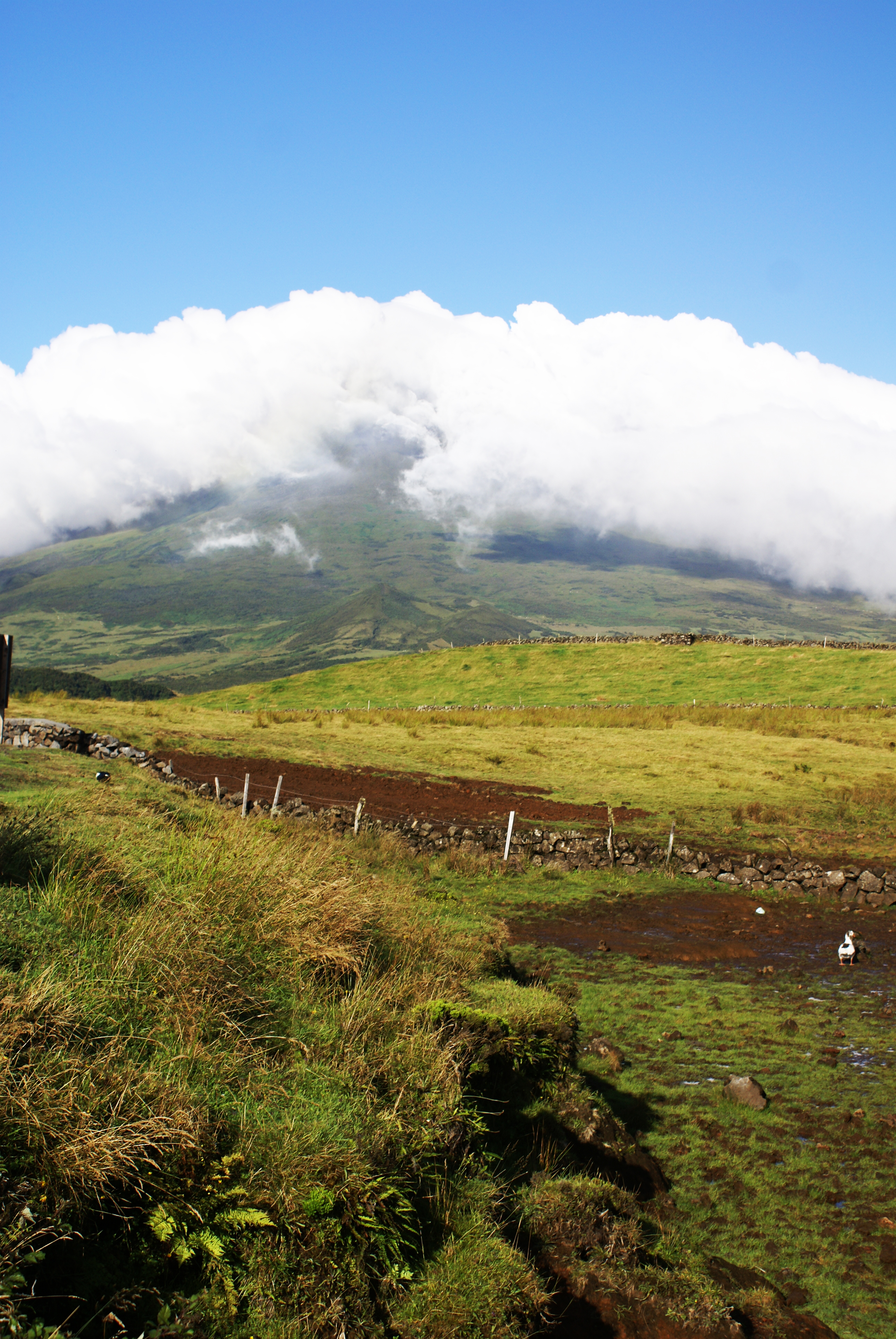
Lagoa do Capitão, a montanha vista da lagoa.

A Lagoa do Capitão é uma lagoa portuguesa, localizada na ilha açoriana do Pico, arquipélago dos Açores, município de São Roque do Pico.
Esta lagoa que pode ser alcançada pela Estrada Longitudinal (ER 3-2), é a maior da ilha do Pico, situa-se a uma cota média de altitude que ronda os 826 metros e tem na sua imediação uma abundante vegetação endémica da macaronésia, muito rica em várias espécies com destaque para a Erica azorica, o cedros, o loureiros e o vinháticos.
Ao longo do ano é aqui possivel observar: garça-real, gaivota-de-patas-amarelas, melro, lavandeira, canário-da-terra, tentilhão dos Açores, marrequinha, piadeira, galinhola, narceja-comum, galeirão-comum, milhafre, pombo-torcaz dos Açores, vinagreira, ferfolha, toutinegra dos Açores, mais raramente a piadeira-americana, marreca-d’asa-azul, zarro-de-colar, negrinha, abetouro-americano, galeirão-americano.
Nas imediações desta lagoa encontra-se também o Cabeço do Teixo, e a Lomba além e nascem várias ribeiras, nomeadamente a Ribeira de Dentro, a Ribeira da Laje e a Ribeira Seca.

## Galeria

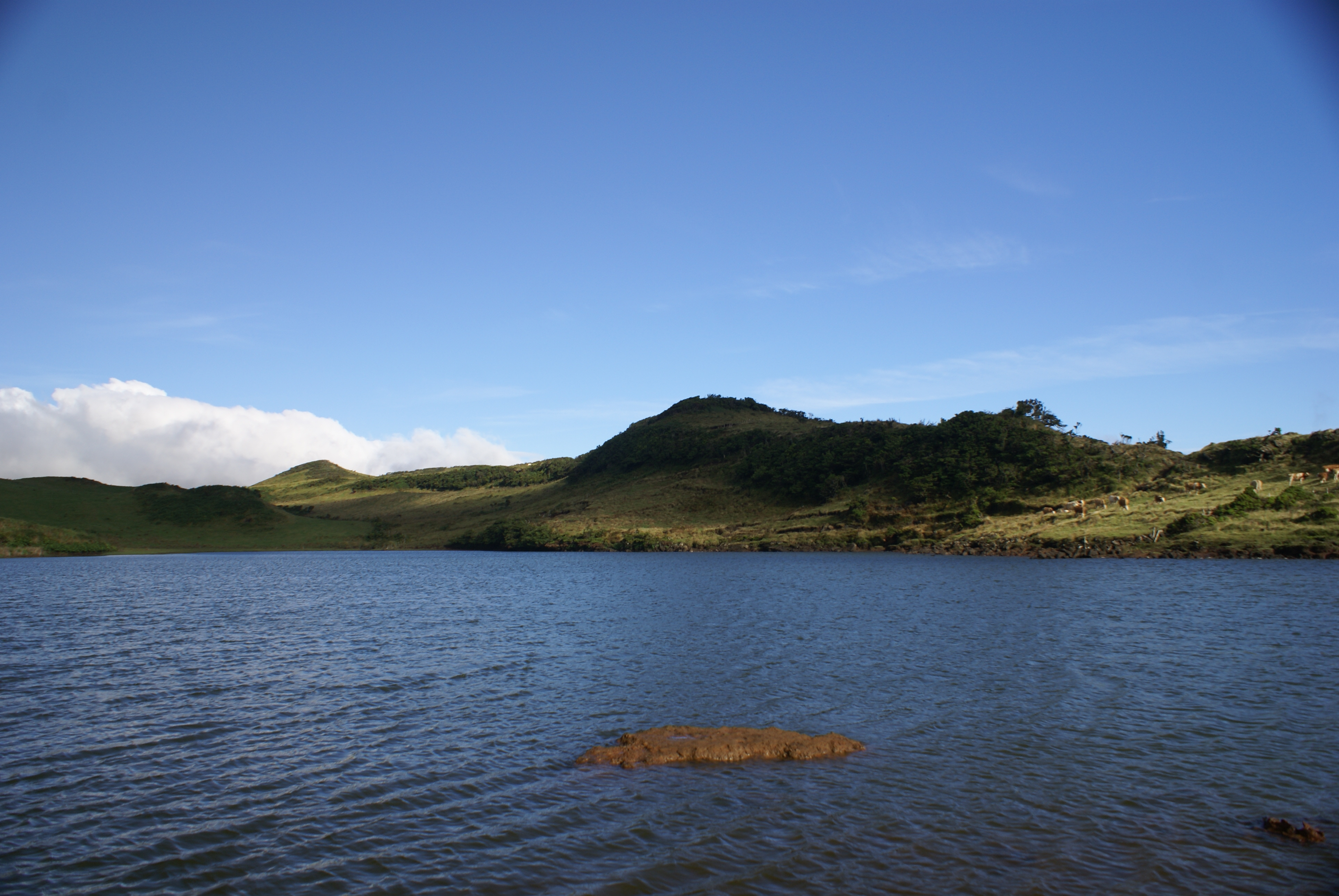
Espelho de água
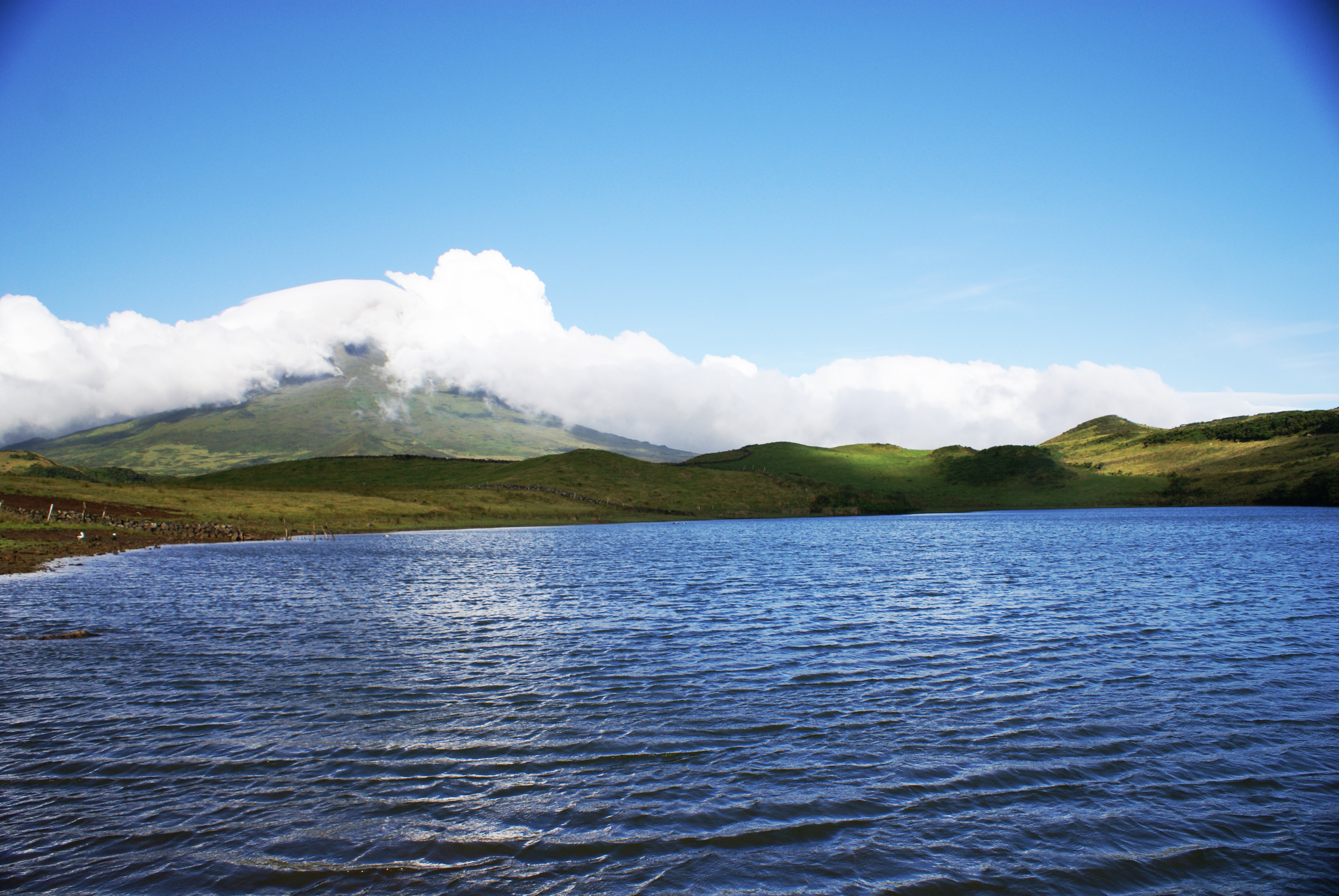
A Lagoa com a Montanha do Pico como pano de fundo
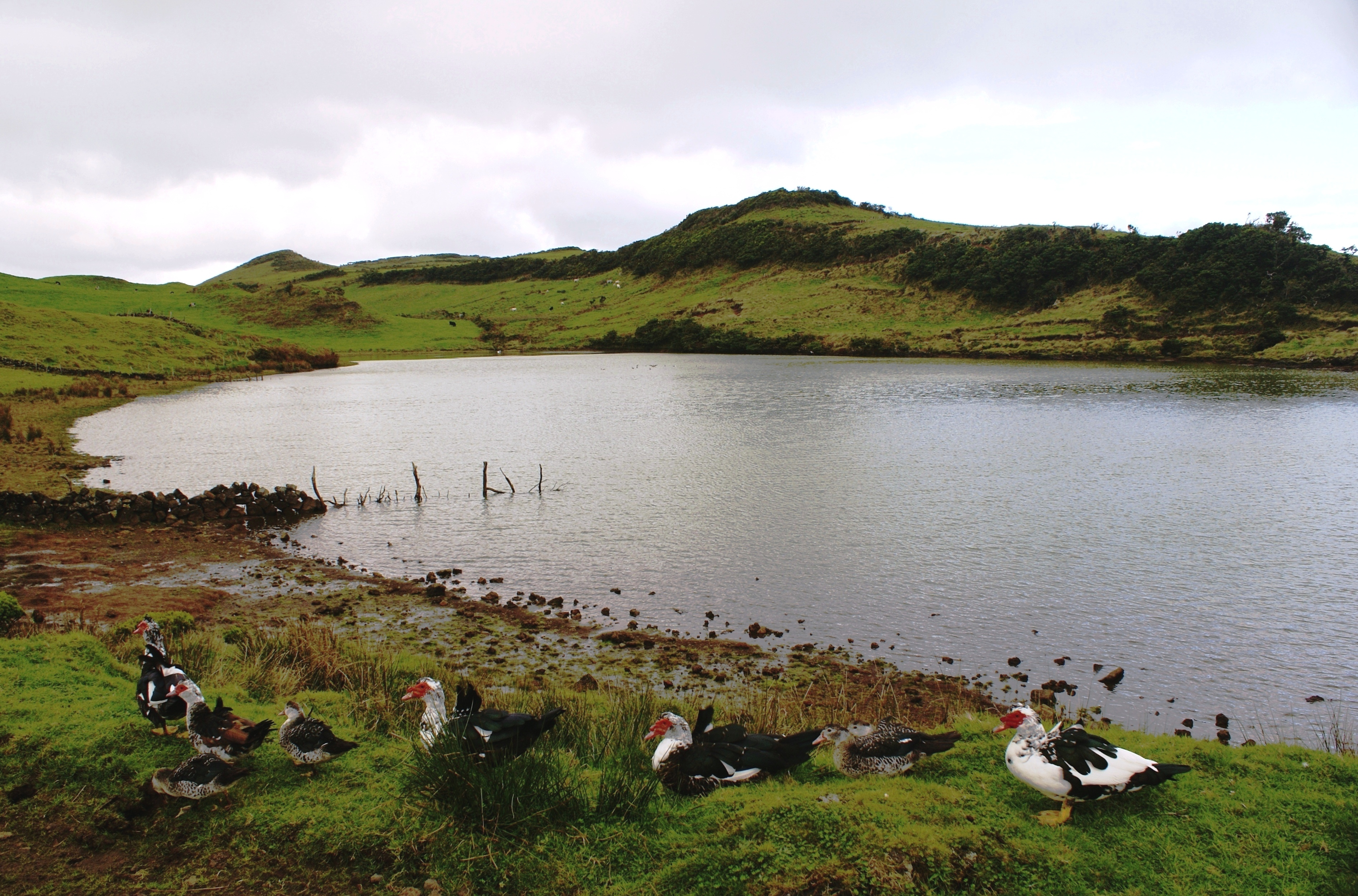
Vista parcial da lagoa